# Pierre-de-Bresse
Pierre-de-Bresse este o comună în departamentul Saône-et-Loire, Franța. În 2009 avea o populație de 1.963 de locuitori.

## Evoluția populației
| An        | 1975  | 1982  | 1990  | 1999  | 2006  | 2009  |
| --------- | ----- | ----- | ----- | ----- | ----- | ----- |
| Populație | 2.050 | 2.097 | 1.981 | 1.991 | 1.968 | 1.963 |